# Calhoun Street Bridge
Die Calhoun Street Bridge, auch Trenton City Bridge, ist eine Fachwerkbrücke über den Delaware River zwischen Morrisville in Pennsylvania und Trenton in New Jersey. Ihren Namen hat sie von der Verbindung der Calhoun Street in Trenton mit der East Trenton Avenue in Morrisville. Die zweispurige Straßenbrücke war bis 1920 Teil des Lincoln Highway, bevor dieser flussabwärts auf die Lower Trenton Bridge verlegt wurde. Die Brücke wird von der Delaware River Joint Toll Bridge Commission betrieben und wurde 2016 täglich von durchschnittlich 17.400 Fahrzeuge befahren. Sie ist nicht mautpflichtig, die Benutzung aber für Fahrzeuge bis 3 Tonnen beschränkt.
Die 1884 von der Phoenix Bridge Company aus Phoenixville errichtete Fachwerkbrücke aus Schmiedeeisen ist die einzige verbliebene Brücke ihrer Art über den Delaware River. Sie besteht aus sieben in Pratt-Bauweise ausgeführten Brückensegmenten, die eine Gesamtlänge von 388 Metern ergeben. Auf den sechs Pfeilern befand sich seit 1861 eine Holzbrücke, die am 25. Juni 1884 einem verheerenden Feuer zu Opfer fiel; der Neubau der heutigen Eisenbrücke wurde am 20. Oktober 1884 eingeweiht. Nach über 125 Jahren Betrieb wurde sie 2010 umfassend saniert. So wurden die Unterkonstruktion, die Fahrbahn und die Zufahrtsstraßen sowie der Anstrich erneuert. Die Maßnahmen wurden 2011 mit dem Historic Preservation Award des New Jersey Department of Environmental Protection ausgezeichnet.
Die Calhoun Street Bridge wurde 1975 ins National Register of Historic Places aufgenommen (NRHP#: 75001621).

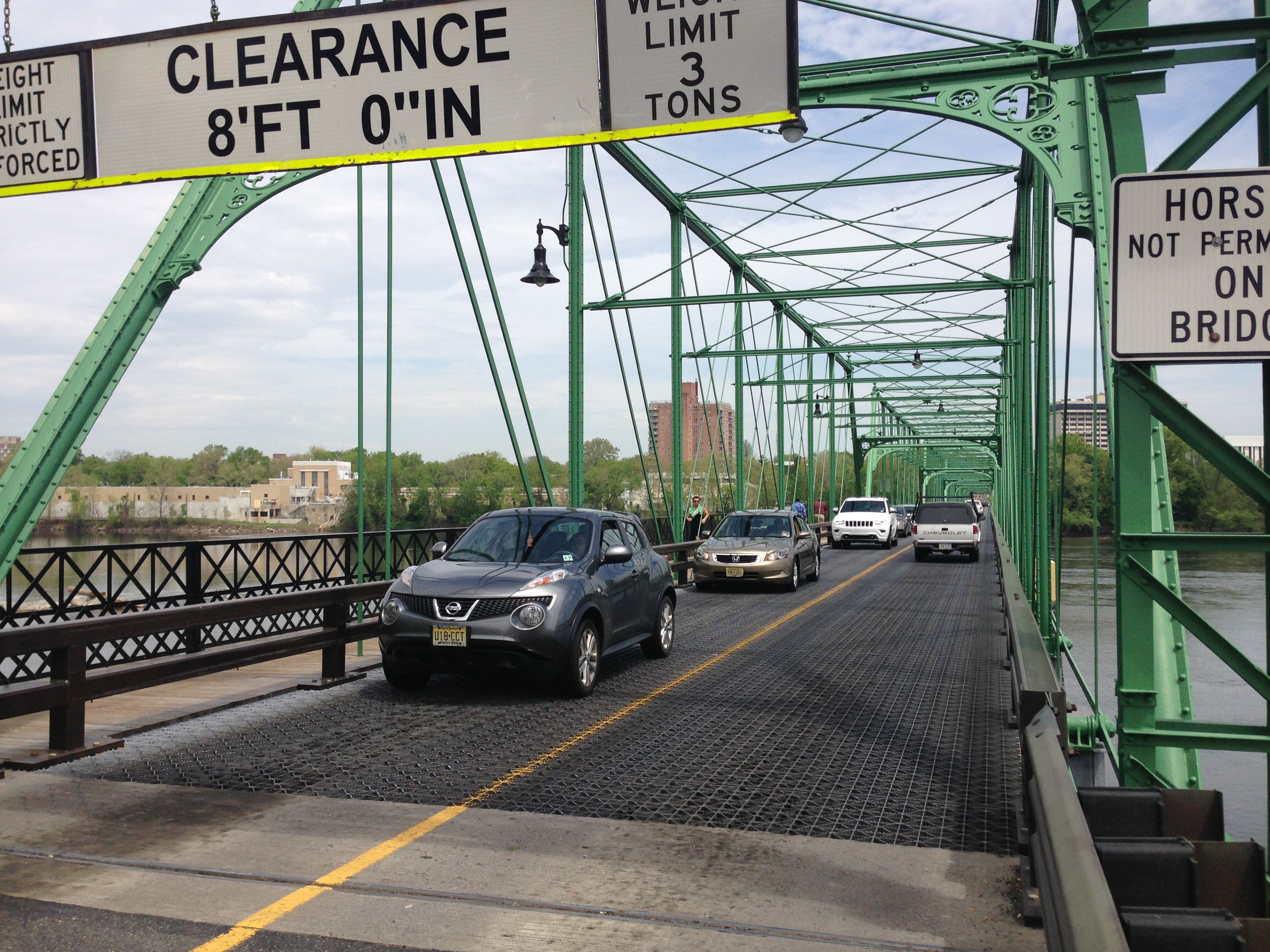
Westseite Richtung Trenton, 2014.
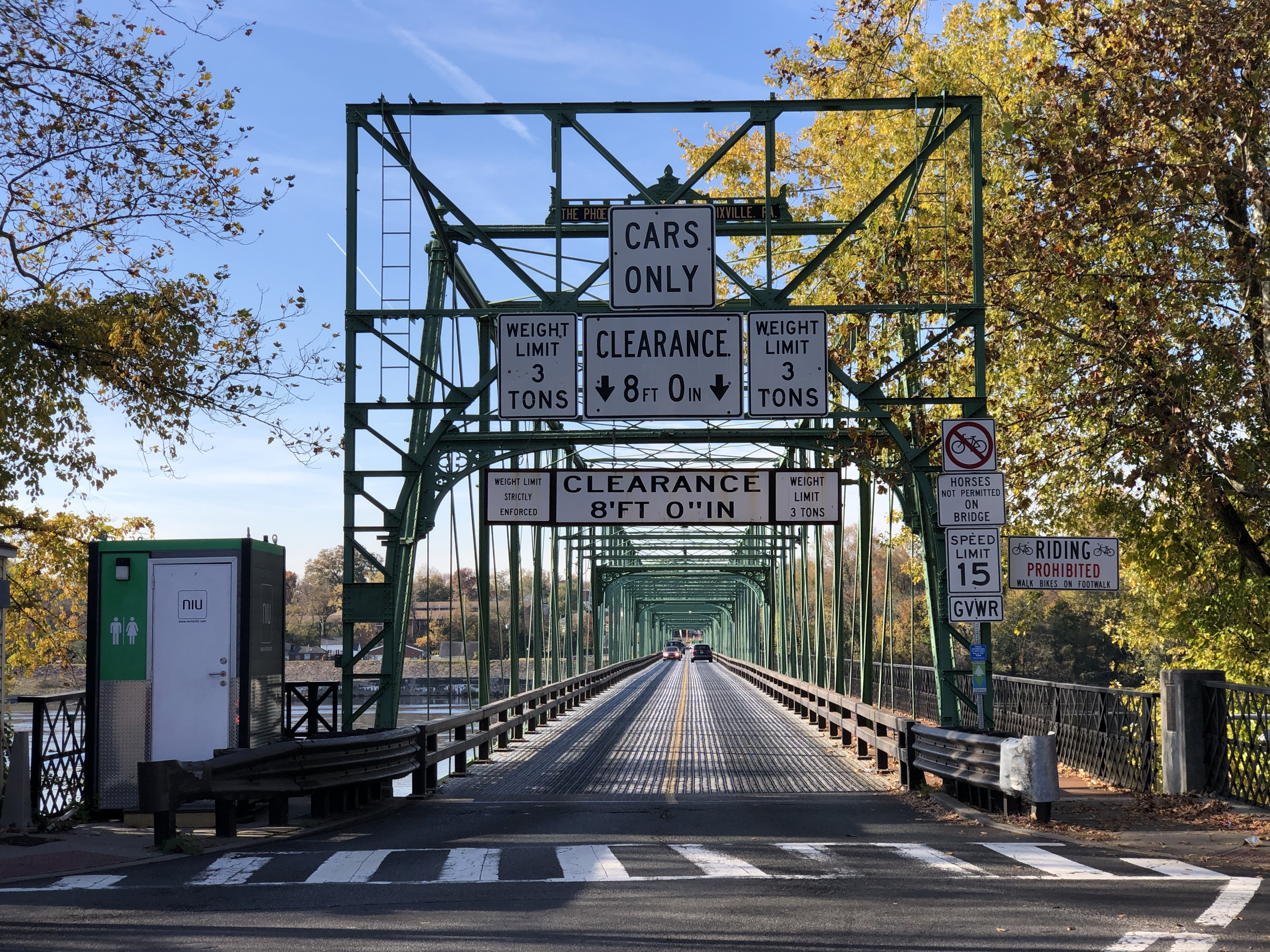
Ostseite Richtung Morrisville, 2023.
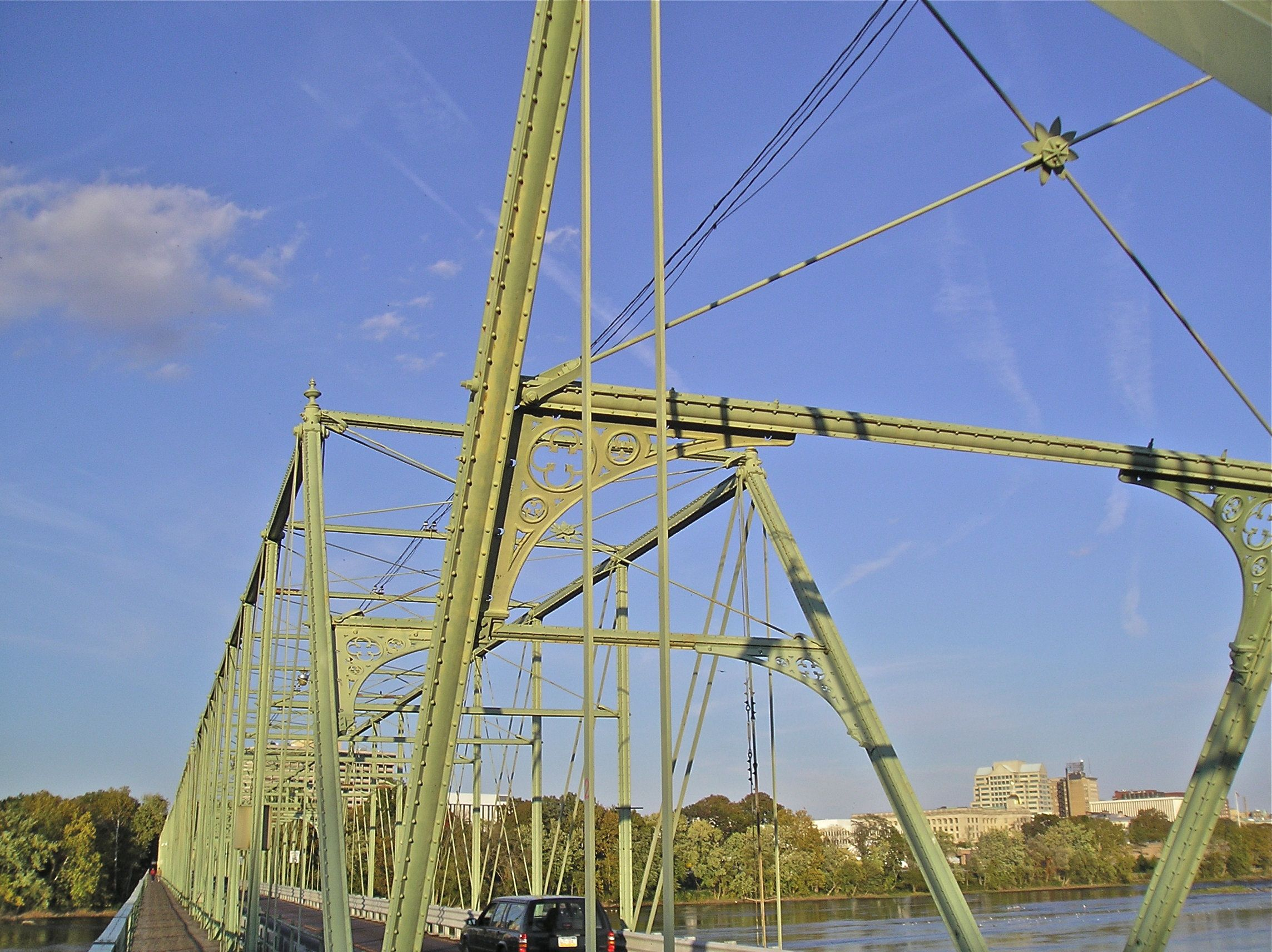
Phoenix-Pratt-Fachwerk, 2009.